# Dovjîk (Kameanka), Jîtomîr
Dovjîk (în ucraineană Довжик) este un sat în comuna Kameanka din raionul Jîtomîr, regiunea Jîtomîr, Ucraina.

## Demografie
Componența lingvistică a localității Dovjîk
     Ucraineană (93,94%)
     Rusă (5,73%)
Conform recensământului din 2001, majoritatea populației localității Dovjîk era vorbitoare de ucraineană (93,94%), existând în minoritate și vorbitori de rusă (5,73%).